# Juanacatlán
Juanacatlán é um município do estado de Jalisco, no México.
Em 2005, o município possuía um total de 11.902 habitantes.